# Átmavičára
Átmavičára (sánskrtsky ātma-vicāra) nebo také filosofické sebedotazování je meditační technika zaměřená na rychlé dosažení duchovní realizace, neboli mókši. Nejčastěji bývá spojována se jménem Ramany Maharšiho. Sebedotazování pojaté jako meditace na myšlenku „Kdo jsem já?“, neboli meditace subjektu na subjekt, má vést k osamostatnění a následnému rozpuštění myšlenky klamného „já“ (ega).
„Kdo jsem?“ je zásadní filosofická otázka, protože veškeré naše poznávání (včetně vědeckého poznávání) se děje pouze přes subjekt, aniž bychom tento subjekt skutečně znali. Vědecké zkoumání zaměřené na objekty odkládá filosofickou otázku, jaké vědomí vlastně zkoumá, poznává.
Átmavičára se podobá zenovým technikám, kdy žák drží v mysli určitý kóan, který vede k určitému „probuzení", k přímému prožití duchovní skutečnosti.